# 大東カカオ
大東カカオ株式会社（だいとうカカオ）は、東京都目黒区にある食品メーカーである。

## 沿革
- 1924年 - 品川区大崎（現西五反田3丁目）に竹内商店設立
- 1936年 - 目黒区下目黒に工場を新設
- 1940年 - 大東製薬工業株式会社に変更
- 1962年 - 大東カカオ株式会社に社名を変更
- 1964年 - 新不二屋製菓株式会社を深川に設立し、洋菓子用チョコレート製造販売開始
- 1973年 - ダイシン商事株式会社を世田谷区深沢に設立
- 1991年 - 神奈川県足柄上郡中井町に新工場設立
- 1995年 - ダイシン商事株式会社を吸収合併
- 1998年 - 新不二屋製菓株式会社と合併
- 2009年 - 日清オイリオグループの子会社となる

## 取扱い製品
- チョコレート
- カカオマス
- ココアバター
- ココアパウダー

## テレビ番組
- 日経スペシャル ガイアの夜明け 世界食材獲得バトル ～幻の味を求めて～（2006年3月28日、テレビ東京）[2] - 究極のカカオを探す取組を取材。